# Myrmecia piliventris
Espèce
Synonymes
Myrmecia piliventris rectidens
Myrmecia piliventris est une espèce de fourmi originaire d'Australie. Les plus fortes populations de cette fourmi géante se trouvent dans le sud-est du pays.
L'espèce est décrite pour la première fois en 1858.

## Nom vernaculaire et classement
Du fait de son agressivité, cet insecte social est aussi connu sous le nom vernaculaire de « fourmi bouledogue ».
Il est aussi couramment appelé « fourmi bélier » ou encore « fourmi bélier à queue dorée ».
La fourmi bouledogue appartient au genre Myrmecia, à la sous-famille Myrmeciinae.
La plupart des ancêtres des fourmis du genre Myrmecia n'ont été retrouvés que dans des fossiles, à l’exception de Nothomyrmecia macrops, seul parent vivant actuellement.

## Biologie
La taille des ouvrières de l'espèce Myrmecia piliventris varie de 10 à 16 mm de long ; les reines peuvent atteindre 20 mm de long alors que les mâles ne dépassent pas 11 mm. Myrmecia piliventris a généralement une tête noire, des antennes noires, un thorax noir et des mandibules noires. Ses pattes sont brunes, parfois noires, et son abdomen jaune doré. Son corps est couvert de poils épars, très fins et courts, de couleur jaune pâle.

## Source de la traduction
- (en) Cet article est partiellement ou en totalité issu de l’article de Wikipédia en anglais intitulé « Myrmecia piliventris » (voir la liste des auteurs).